# Pseudogriphoneura siesta
Pseudogriphoneura siesta är en tvåvingeart som beskrevs av Charles Howard Curran 1942. Pseudogriphoneura siesta ingår i släktet Pseudogriphoneura och familjen lövflugor.
Artens utbredningsområde är Panama. Inga underarter finns listade i Catalogue of Life.